# Картофельный городок
«Картофельный городок» — концентрационный лагерь в Симферополе, организованный немецкими оккупационными властями. Через «Картофельный городок» прошло около 144 тысяч человек, при этом погибло порядка 6 тысяч. Расположен на территории улицы Жигалиной.

## История
В период оккупации Крыма нацистами, территория симферопольской овощной базы «Картофельный городок» стала лагерем для советских граждан, где погибло около 6 тысяч человек. «Картофельный городок» находится близ железнодорожного вокзала. Заключённые содержались под открытым небом или в подвалах бывшего овощехранилища. По имеющимся данным в сутки в лагере «Картофельный городок» умирало около 50 человек. Трупы погибших вывозились. В послевоенное время захоронения порядка 5 тысяч заключённых лагеря были обнаружены на кладбище на улице Старозенитной. Всего через «Картофельный городок» прошло около 144 тысяч человек.
Концлагерь являлся пересыльным, то есть позднее заключённых «Картофельного городка» отравляли на принудительные работы в Германию или другие концлагеря. Первыми заключёнными «Картофельного городка» в ноябре 1941 года стали советские военнопленные, попавшие в плен на Перекопе. Позднее тут содержались попавшие в плен участники десантных операций зимы 1941—1942 годов и участники обороны Севастополя.
Заключённый «Картофельного городка» Т. С. Борович так описывал пребывание в лагере: «Жизнь в концлагере была ужасной. Заключённых, как правило, кормили один раз, изредка дважды в день супом из запаренных отрубей, к которому давали по 100 граммов хлеба из горелой пшеницы или нелущённого проса»
Весной 1942 года лагерь дважды посещал один из руководителей симферопольского коллаборационистского «татарского комитета» Ильми Керменчекли, которому удалось завербовать в «Картофельном городке» порядка 150 человек. Одним из заключённых лагеря являлся художник Юрий Волков.
Два полуподвальных помещения, в которых содержались узники концлагеря, сохранились до наших дней.

## Мемориал

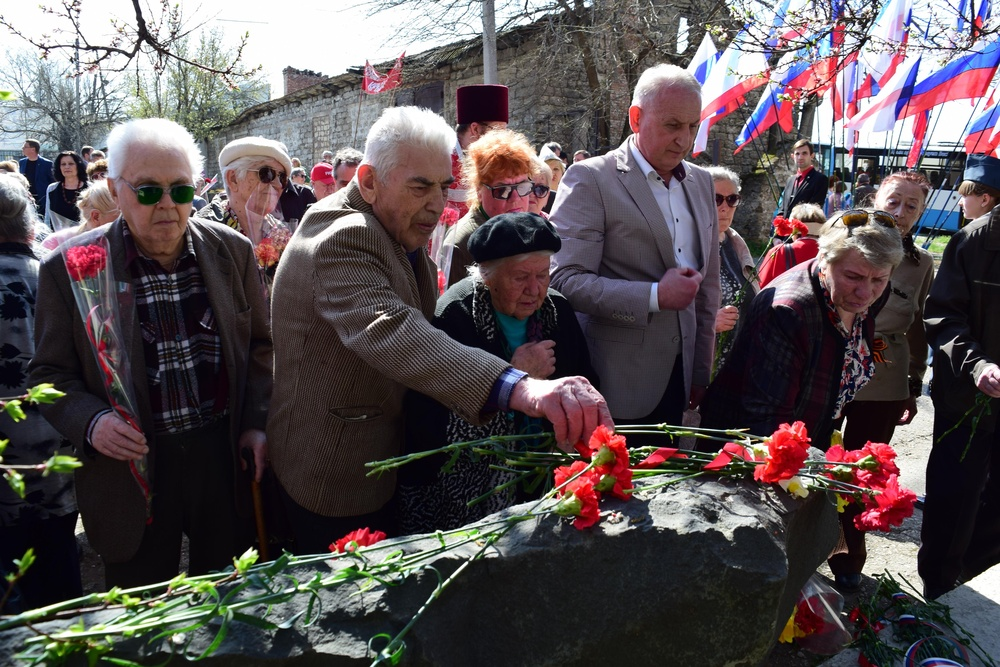
Траурные мероприятия, 2018 год

Решением Крымского облисполкома от 5 сентября 1969 года место расположения «Картофельного городка» было включено в список памятников местного значения.
Весной 1984 года в газете «Крымская правда» была опубликована статья краеведа, доктора исторических наук Владимира Полякова об истории «Картофельного городка». Поляков стал одним из инициаторов установки на территории «Картофельного городка» памятного знака. В 1990 году был установлен памятный знак с текстом: «На этой территории 1941—1944 находился фашистский пересыльный лагерь для пленных советских граждан (картофельный городок). Никто не забыт, ничто не забыто». После аннексии Крыма Россией, постановлением Совета министров Республики Крым от 20 декабря 2016 года, «памятный знак на месте фашистского концлагеря для военнопленных „Картофельный городок“» был признан объектом культурного наследия России регионального значения как памятник истории.
В Международный день освобождения узников фашистских концлагерей (11 апреля) у памятного знака ежегодно проходят траурные мероприятия.